# Lonchoptera nevadica
Lonchoptera nevadica är en tvåvingeart som först beskrevs av Vaillant 1989.  Lonchoptera nevadica ingår i släktet Lonchoptera och familjen spjutvingeflugor.
Artens utbredningsområde är Spanien. Inga underarter finns listade i Catalogue of Life.